# Ризиколи Супериоре (Козенца)
Ризиколи Супериоре је насеље у Италији у округу Козенца, региону Калабрија.
Према процени из 2011. у насељу је живело 11 становника. Насеље се налази на надморској висини од 192 м.